# Pay Day (film 1918)
Pay Day è un film muto del 1918 diretto da Mrs. Sidney Drew e Sidney Drew.
La commedia Pay-day su cui si basa la sceneggiatura del film andò in scena a Broadway il 26 febbraio 1916 al Cort Theatre interpretata tra gli altri da Irene Fenwick.

## Trama
I comici della Metro, il signor e la signora Drew, dopo aver letto una pila di sceneggiature decidono di girare un melodramma dal titolo Pay Day dove Sidney interpreterà il ruolo di Kirke Brentwood, un signore elegante ma malvagio. Benché Brentwood sia ricco, vuole costringere al furto Doris Fenton, una ragazza povera innamorata di lui che spera di sposarlo. Doris viene arrestata e mentre lei si trova in gattabuia, lui si sposa con un'altra donna, Isabel. Rilasciata, la ragazza si reca da Brentwood e lo sorprende mentre sta strangolando la moglie. L'uomo accusa lei del delitto e Doris finisce in carcere, all'ergastolo. Cinque anni più tardi, però, riesce a fuggire: ritrova Brentowood, che si è nuovamente sposato, questa volta con Ruth. Doris pare voler dimenticato il passato e si fa baciare da Brentwood... solo per rivelargli che, nel frattempo, ha contratto la lebbra e che adesso potranno, sì, passare la vita insieme, ma chiusi entrambi in un lebbrosario.
Di nuovo nel loro ufficio, i Drew sono informati dal presidente della Metro che quello sarà un film di successo e che la casa è pronta a produrlo.

## Produzione
Il film fu prodotto dalla Metro Pictures Corporation

## Distribuzione
Distribuito dalla Metro Pictures Corporation, uscì nelle sale cinematografiche USA il 27 maggio 1917.